# Полтево (Тульская область)
Полтево — село в Чернском районе Тульской области России.
В рамках административно-территориального устройства является центром Полтевской сельской администрации Чернского района, в рамках организации местного самоуправления входит в сельское поселение Тургеневское.

## География
Расположено в лесистой местности в 13 км от муниципального центра, деревни Тургенево. 

## История
Название получено от фамилии владельца Полтева. Каменная церковь, во имя Покрова Божией Матери, с колокольней была построена в 1796 году на средства помещицы майорши А. П. Сомовой и освящена в 1801 году. В 1874 году помещиками Д. Н. Сухотиным и его женой Анной Ивановной был обновлён иконостас и пристроен тёплый придел во имя Казанской Божией Матери. На кладбище была часовня (по данным на 1895 год), построенная на месте бывшей здесь церкви. В церковный приход входили само село и деревни: Козловка, Овсянникова, Семендяй. С 1887 года в селе существовала мужская церковно-приходская школа. В 1859 году в селе насчитывалось 24 крестьянских двора, в 1915 году — 55. Церковь не сохранилась. В 1930-е годы её перестроили под здание Полтевской средней школы. На южной окраине села находится братская могила воинов, погибших в годы Великой Отечественной войны.

## Люди, связанные с селом
- Александр Александрович Демидов — участник Великой Отечественной войны, Герой Советского Союза.

## Население
| Годы      | 1857 | 1859 | 1915 | 2010 |
| --------- | ---- | ---- | ---- | ---- |
| Население | 223* | 238  | 372  | ↘407 |

* 5 человек военного ведомства, 15 — гражданского, 13 — крепостных казённых (государственных), 190 — крепостных помещичьих.